# Padoux
Padoux település Franciaországban, Vosges megyében. Lakosainak száma 492 fő (2022. január 1.). Padoux Badménil-aux-Bois, Bult, Destord, Dompierre, Girecourt-sur-Durbion, Moyemont, Romont, Sercœur és Villoncourt községekkel határos.

## Népesség
A település népességének változása:
| Lakosok száma | 518  | 512  | 527  | 514  | 507  | 499  | 492  | 494  | 492  |
|               | 2013 | 2015 | 2016 | 2017 | 2018 | 2019 | 2020 | 2021 | 2022 |